# Miritiparaná
Miritiparaná (Mirití Paraná) je rijeka u Kolumbiji, pritoka rijeke Caquetá. Pripada porječju rijeke Amazone.